# Kymmell

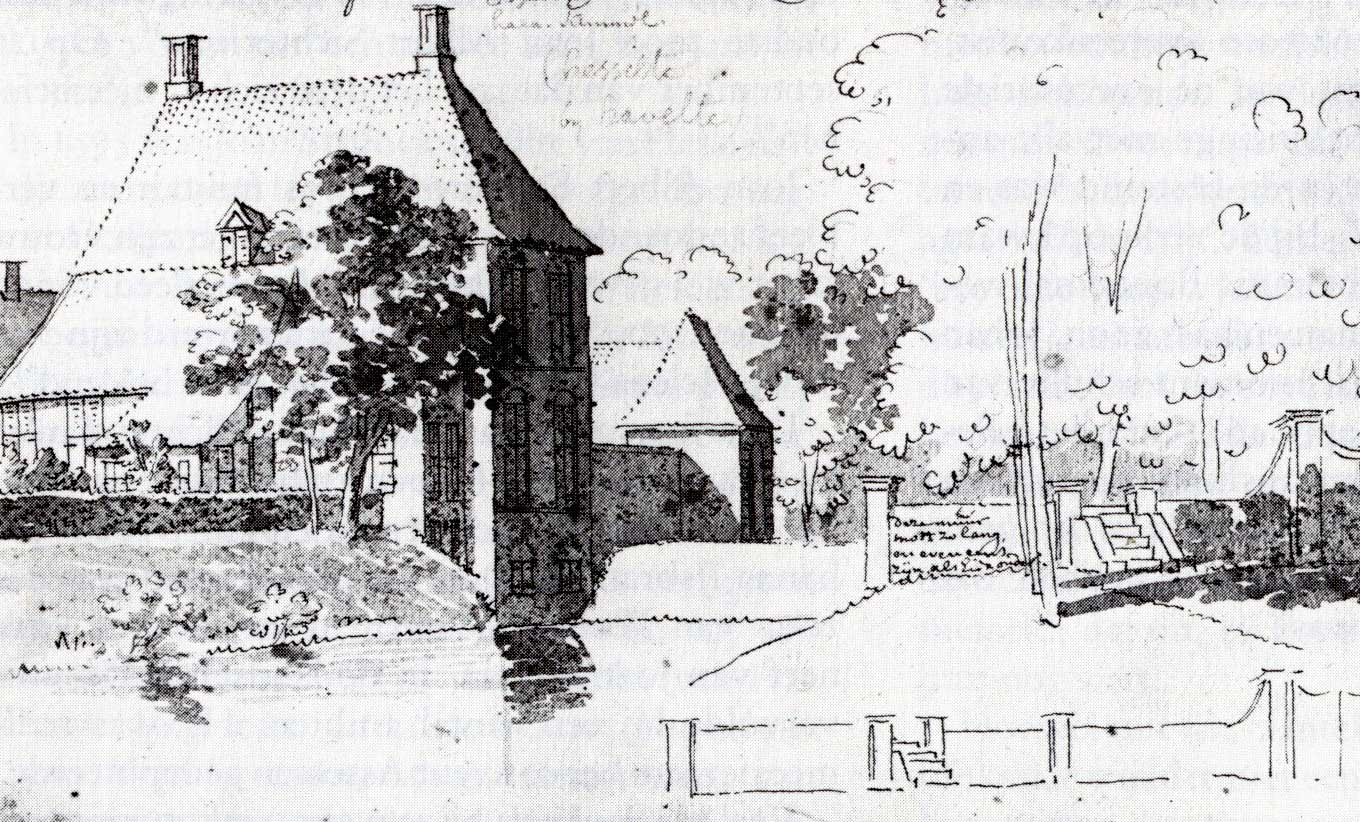
Het door Wolter Kymmell verworven huis Overcinge in Havelte, getekend door Cornelis Pronk in 1732

Het Drentse geslacht Kymmell stamt af van de Duitse majoor in Zweedse dienst Abraham Kymmell. Zijn in 1640 geboren zoon, ritmeester Jurgen Rudolf Friedrich vestigde zich in de Nederlanden. Hij trouwde in Meppel in 1686 met Joanna Machteld Sichterman. Beide echtgenoten overleden in het door hun zoon Wolter Kymmell verworven huis Overcinge te Havelte. Deze Wolter was de eerste van een lange reeks Kymmells, die in de 18e en de 19e eeuw een belangrijke rol speelde in het lokaal en regionaal bestuur in Drenthe. Wolter was al op 18-jarige leeftijd schulte van Rolde. Van 1709 tot zijn overlijden in 1746 was hij gedeputeerde van Drenthe. Zijn nakomelingen waren onder meer schulte, maire en burgemeester van diverse Drentse plaatsen en gedeputeerde van Drenthe. Tijdens de Franse Tijd was hun rol tijdelijk uitgespeeld, omdat de meeste van hen tot het Oranjegezinde kamp behoorden. Het was slechts een tijdelijke onderbreking. Samen met de latere gouverneur van Drenthe Petrus Hofstede, die verzwagerd was aan de Kymmells door zijn huwelijk met Susanna Christina Kymmell, bereiden zij al in 1804 hun bestuurlijke rentree voor. Dat gebeurde in enkele gevallen al voor 1811. In de 19e eeuw nam het aantal lokale en provinciale bestuurders uit het geslacht Kymmell verder in aantal toe. Meerdere leden van de familie Kymmell behoorden tot de rijkste inwoners van Drenthe.

## DeKymmellhuizenin Dalen, Peize, Smilde en Rolde
In Dalen werd het Kymmellhuis omstreeks 1790 gebouwd door Georg Rudolph Wolther Kymmell (1745-1814), schulte van Dalen en Oosterhesselen. Het Kymmelhuis te Peize werd gebouwd door schulte Jan Willinge (1685-1771), dat in 1811 door vererving in het bezit kwam van Berend Willinge Kymmell. Het Kymmellhuis in Smilde was het voormalige Zes Herenhuis, gebouwd door de deelhebbers in de Annerveensche Compagnie en in 1784 overgenomen door Lucas Oldenhuis Kymmell. Het Kymmellhuis in Rolde was in het bezit van Helena Kymmel, dochter van de schulte van Rolde, Wolter Kymmell. De havezate Mensinge is van circa 1800 tot 1985 in het bezit geweest van de Kymmells.

## Enkele telgen
- Jurgen Rudolf Friedrich Kymmell (1640-1720), ritmeester
  - Wolter Kymmell (1681-1746), gedeputeerde van Drenthe
    - Jan Kymmell (1714-1775), landschrijver van Drenthe
      - Georg Rudolph Wolther Kymmell (1745-1814), schulte van Dalen en Oosterhesselen
        - Jan Abraham Rudolph Kymmell (1772-1830), ontvanger der registratie en domeinen en vrederechter
          - Georg Rudolph Wolter Kymmell (1818-1887), gemeentesecretaris Assen, rijksarchivaris en gemeenteraadslid
            - Jan Abraham Rudolph Kymmell (1851-1922), burgemeester van Havelte en Nijeveen
            - Asuerus Kymmell (1855-1931), ambtenaar van de provinciale griffie
            - Anne Willem Kymmell (1861-1927), directeur Postcheque- en Girodienst
              - Georg Rudolph Wolter Kymmell (1890-1956), rechter
                - Georg Rudolph Wolter Kymmell (1930-2022), burgemeester van Zuidlaren

        - Wolter Tymen Kymmell (1775-1846), militair
          - Jan Tymen Kymmell (1818-1903), burgemeester van Westerbork
            - Lucas Nijsingh Kymmell (1859-1933), burgemeester van Westerbork

      - Tymen Kymmell (1749-1826), gedeputeerde van Drenthe
      - Wolter Kymmell (1752-1830), raadsheer Hof van Justitie Landschap Drenthe
        - Johan Kymmell (1784-1829), burgemeester van Meppel

      - Lucas Oldenhuis Kymmell (1754-1825), gedeputeerde van Drenthe
        - Berend Willinge Kymmell (1792-1871), burgemeester van Peize
        - Coenraad Wolter Ellents Kymmell (1801-1865), burgemeester van Smilde

      - Susanna Christina Kymmell (1758-1825), trouwde met de latere gouverneur van Drenthe Petrus Hofstede (1755-1839)
      - Jan Wilmsonn Kymmell (1761-1823), schulte, maire, schout en burgemeester, van Roden
        - Coenraad Wolter Ellents Kymmell (1795-1878), burgemeester van Roden
        - Jan Kymmell (1802-1844)
          - Jan Wilmsonn Kymmell (1836-1925)
            - Coenraad Wolter Jan Kymmell (1863-1924), kunstschilder

        - Hendrik Jan Kymmell (1806-1851), burgemeester van Hoogeveen

    - Hieronymus Wolter Kymmell (1716-1757), kapitein
      - Wolter Kymmell (1749-1827), schulte en maire van Havelte
        - Hieronymus Wolter Kymmell (1779-1824), burgemeester van Havelte
        - Willem Frederik Kymmell (1789-1863), burgemeester van Havelte

    - Abraham Rudolph Kymmell (1719-1747), schulte van Rolde

  - Abraham Rudolph Kymmell (1683-1725), schulte van Rolde